# غافين باكلي
غافين باكلي هو صاحب مطعم وشخصية أعمال وسياسي أسترالي وأمريكي، ولد في 8 فبراير 1963 في بوكسبورغ ‏ في جنوب أفريقيا. نشط حزبياً في الحزب الديمقراطي. في 2017 Annapolis mayoral election ‏، انتخب Mayor of Annapolis ‏ (4 ديسمبر 2017 – ).

## وصلات خارجية
- الموقع الرسمي